# Club olympique Périgueux-Ouest (basket-ball)
Pour le club omnisport, voir Club olympique Périgueux-Ouest.
Pour la section rugby, voir Club olympique Périgueux-Ouest (rugby).
Le Club olympique Périgueux-Ouest est un club féminin français de basket-ball basé à Périgueux. Cette section du club omnisports, le Club olympique Périgueux-Ouest, a depuis disparu, mais a appartenu à l'élite du championnat de France.

## Palmarès
- Champion de France : 1942[2]

## Joueuses célèbres ou marquantes
- Jeanne Louise Garnier